# Studio TeaParty
『studio TeaParty』（スタジオ ティーパーティー）は、らじろぐのブログを利用して放送されているインターネットラジオ番組である。正式名称は『おまちゃん・はるるん・はる姉のstudio TeaParty』で、運営者兼パーソナリティは壱智村小真、櫻井浩美、浅井晴美の3人。

## 概要
2006年7月7日スタート。毎週金曜日更新。
声優主体による自主制作番組。基本は運営者3人によるトーク番組。コンセプトは「お嬢様のお茶会」で、各回の収録では互いが用意したお茶菓子が用意される。茶菓子を持って来るのは執事もしくはメイド。ほとんどの出演者が運営者3人の、かつての所属事務所であるオフィスCHK（CHK声優センター）の所属（出身）者。3人及びその周辺人物の個人的な人脈が頼りの企画進行となっている。
時折、中國卓郎と各回登場のゲストによって番組ジャックされる。そのため中國は番組内で微妙に警戒されている。
各出演者による自前キャラの暴走が著しく、それまで出演アニメのキャラクターなどで見られていた固定イメージが覆されることが多々ある。
自称67歳の執事の声が頻繁に若返る。その声は中國ではないかと放映当初において視聴者から疑惑が出ていた。実際は西垣俊作。裏番組（後述）の第3回にて明らかにされた。
サイトでは、本家『TeaParty』のほか、笹島かほると中國による『聴いてくれたら胃〜之煮』という裏番組も聴取できる。
2006年10月27日配信の第17回放送において、壱智村の発言が不適切であるとの指摘を受けて、配信を一時停止、ブログに謝罪文を掲載し当該不適切箇所を削除した上で修正バージョンを再配信した。
2008年10月7日より、めでぃあ横丁にて、毎週火曜日・全5回ほどを予定として出張版の5分番組『studio TeaParty 轟け！』が配信されている。こちらの出演者は運営者（お嬢様）の3人のみ。
『恋姫†無双』DVD第6巻に出張版が収録されている。
2010年5月21日配信の第199回放送において、所属事務所の意向による櫻井の番組卒業が発表された。これに伴い従来の番組名『おまちゃん・はるるん・はる姉のStudio TeaParty』に齟齬が出る事となり、番組名の改正を迫られることとなる。そのため同年5月28日配信の第200回に『さよならつってもパラダイス』が配信され、6月4日配信の201回目からは『Studio T Paradise』として配信されている（どの番組名でも略称が『STP』となる）。
らじろぐが2010年8月31日をもってサービスを廃止する事を発表したため、同年の7月28日配信の『聴いてくれたら胃〜之煮 ドリル メトロ37號』および7月30日配信となる『Studio T Paradise』209回より、配信ブログが従来の「らじろぐ」から「ケロログ」へと変更して配信ブログが移転した。メインサイトは変わらぬため、メインサイトよりケロログの配信へと行くことができる。

## 登場人物

### 3人のお嬢様（メインパーソナリティ）
- おまちゃん（おま所長）：壱智村小真
- はる姉さん：浅井晴美
- はるるん：櫻井浩美 - 2010年5月21日配信分まで

### 使用人
『Studio T Paradise』からは、この項目の人物もメインパーソナリティとして数えられる。
- 執事：西垣俊作
当初、一部の視聴者より「執事は中國卓郎ではないか」との疑惑が出される事もあったが、2006年11月15日配信『聴いてくれたら胃〜之煮』巻ノ参で、正体が明らかにされた。実は1回目のお茶出しの時に「ありがとう、西垣」と言われている。
- ゆきてぃ：坂田有希
メイド。料理が得意で、手作りのお茶菓子を持参することも結構ある。第64回と第65回の放送では、櫻井浩美のピンチヒッターとしてパーソナリティを務めた。

### その他
- ハムカツくん / 笹島百万年堂：笹島かほる
コーナー担当者名である「笹島百万年堂」という名前は『吉×さん家の○ーゴイル』の作者田口○年堂をもじったパロディー。大元のネタは笹島がメインパーソナリティを務めた『らぶフェロの頑張りましょう儲けましょう』の期間限定コーナー「ガーくん1分勝負」。

### ゲスト
- 第2回：中國卓郎
- 第3回：中國卓郎
- 第4回：坂田有希
- 第5回：笹島かほる
- 第7回：飯塚康一
- 第14回：田中結子
- 第21回：相本結香、あおきさやか
- 第28回：儀武ゆう子、二宮圭美
- 第31回：後藤恵梨子
- 第32回：こやまきみこ
- 第39回：鈴木一敦、山下章
- 第45回：木村こてん
- 第46回：力丸乃りこ
- 第64回：伊藤葉子、尾崎未來、上田真紗子
- 第65回：上田真紗子、園田ひろこ、後藤恵梨子、伊藤葉子、尾崎未來
- 第136・137回：梶田夕貴
- 第145,146回：小野涼子
- 第195回：安達まり
- 第217回：櫻井浩美（出戻り）

## コーナー
番組内で全てのコーナーが行われるわけではなく、この中からいくつかのコーナーが抽出されて番組が製作される。
トーク
番組最初のコーナー。フリートーク。
番組コンセプト通りの「お茶会」が行われ、お菓子やお茶の紹介が行われる。
おまラボ
おまちゃんのメインコーナー。ゲストの自己紹介を目的とした質問コーナー。
基本的にゲストが登場したのみに設定されるコーナー。例外的に番組放映開始当初などにパーソナリティや出演者紹介の名目で行われたこともある。
コーナーの最期には、クジによる「勝手なキャッチフレーズ」がゲストに冠される。
なお、このコーナーのみ、おまちゃんは「おま所長」となる。
ドラマ
パーソナリティたちを主役に据えたミニドラマ。ドラマによってそれぞれの役柄が変わる。
何らかの形でドラマシナリオが提供された時にのみ設定されるコーナー。
ラストで二者択一の選択肢が提示され、主役はどちらかを選ばねばならない。選択結果は次回の放映で明らかになる。
ハムカツくん
某商店街のマスコット「ハムカツくん」の専門コーナー。30秒の固定枠で固定時間が過ぎると会話途中でも問答無用で切られて次のコーナーに移る。担当は笹島百万年堂。
おまぁるAB
ニセスポンサー「おまぁるAB」を紹介したエセCM。
CMの内容は様々で、ドラマ、アニメの番組告知・次回予告やゲーム発売告知など多彩。
最近では一般リスナーの投稿原稿によるCMも流されている。
CM大賞への道
エセCMコーナー「おまぁるAB」で流されたCMをパーソナリティが再評価するコーナー。
ブログでは専用の投稿コーナーも設けられている。
おたよりコーナー
冒頭トークもしくは番組のラストなどでリスナーからのメールを紹介。
「おまラボ」や「ドラマ」などの別コーナーが設定された場合、削られる事もある。
時折、番組後半を使って「おたより特集」が組まれる事もある。
番組ではリスナーのラジオネームは「えびネーム」と呼称される。
乗っ取りましょう、そうしましょう！
番組初期に中國卓郎によって設定されたコーナー。番組タイトルの代わりに中國と該当回のゲストによってコーナー名がシャウトされ、あたかも番組そのものが中國に乗っ取られたかのような状況となる。基本的にゲストと中國によるフリートーク。しばらくコーナーが進行した後にパーソナリティーから苦情が差し挟まれ、改めて「Studio TeaParty」のオープニングが設定される。

## 聴いてくれたら胃〜之煮
笹島と中國が「（聴いているリスナーの方は）週1回、金曜日だけでは寂しいのではないだろうか」という意見から始まった裏番組。2006年11月1日スタート。番組の回数は全て巻ノ壱、弐、参……といった漢字で表され、不定期更新と言っているが、毎週水曜日に欠かさず更新されている。決まった終了時間が無く、毎回冒頭で何分に終了するか話し合い、決めているが、終了予定時間が大幅に上回ることが多い。
2007年11月7日より、1周忌（1周年）ということで、番組名が「続・聴いてくれたら胃〜之煮」に変更された。番組の回数は末期ノ壱、弐、参。その後は「番組改編」と称して年単位で番組名を変えることが恒例となり、番組名と各放送回のナンバリングは頻繁に変更されている。これまでに付けられた番組名とナンバリングは以下の通りとなる。
| 開始時期   | 番組名                         | ナンバリング                         |
| ---------- | ------------------------------ | ------------------------------------ |
| 2006年11月 | 聴いてくれたら胃〜之煮         | 巻ノ壱、弐、参                       |
| 2007年11月 | 続・聴いてくれたら胃〜之煮     | 末期ノ壱、弐、参                     |
| 2008年11月 | 聴いてくれたら胃～之煮スペー酢 | シャトル01（しゃとるわん）、02、03   |
| 2009年11月 | 聴いてくれたら胃～之煮ドリル   | メトロ01號、02號、03號               |
| 2010年11月 | 裸！！聴いてくれたら胃～之煮   | パン1、パン2、パン3                  |
| 2011年11月 | 聴いてくれたら胃～之煮ベスト   | ザ・1、ザ・2、ザ・3                  |
| 2012年12月 | 聴いてくれたら胃～之煮 御中    | 華詩娘（かしこ）1、華詩娘2、華詩娘3  |
| 2013年11月 | 聴いてくれたら胃～之煮誤輪     | 壱時漢（いちときお）、弐時漢、参時漢 |
| 2014年10月 | Yo！聴いてくれたら胃～之煮     | 01名、02名、03名                     |

### ゲスト（一部飛び入り参加）
- 相本結香 巻ノ肆(4)、パン8、パン9
- あおきさやか 巻ノ肆(4)、メトロ33號、34號、パン8、パン9
- 儀武ゆう子 巻ノ拾弐(12)
- 二宮圭美 巻ノ拾弐(12)
- こやまきみこ 巻ノ拾伍(15)、拾陸(16)、肆拾玖(49)、伍拾(50)、シャトル21、シャトル22、ザ・3、ザ4
- 木村こてん 巻ノ弐拾漆(27)
- 大宮三郎 巻ノ参拾(30)
- 安達まり メトロ24號、25號

STPメンバー（ここの表記以外にも度々飛び入りで参加していることが多い）
- 西垣俊作 巻ノ参(3)、肆拾弐(42)、肆拾参(43)、肆拾伍(45)、肆拾陸(46)、その他多数
- 浅井晴美 巻ノ伍(5)、拾壱(11)、肆拾壱(41)，末期ノ参(3)
- 櫻井浩美 巻ノ拾壱(11)
- 壱智村小真 巻ノ拾肆(14)、肆拾玖(49)、伍拾壱(51)
- 坂田有希 巻ノ参拾壱(31)、肆拾玖(49)

### 卓郎ネーム
主に「ラジオにメールを送りたいけどいい名前が思い浮かばない」というリスナーの人に、メールで「卓郎ネーム希望」等の旨を書くと、番組で採用された際に中國卓郎が自由奔放に名前をつけるというもの。以後その人はラジオにメールを送る時、必ずその名前にしなければならない。しかし、笹島かほるや西垣俊作からもアイデアを貰って、合作として作っているのもある。
出来上がった卓郎ネームのあとに「胃之○○番（いの○○ばん）」というナンバリングをつける。これは、卓郎ネームをつけた人が何人いるか整理しやすくするためである。
例外として、番組でゲストに来た方にも卓郎ネームをつけるのだが、ゲストには好きな番号をつけてもらっている（例：（櫻井浩美）赤い稲妻 胃之1021番）。
また、なぜ「笹島かほるネーム」ではないのかについては、「かほるさんは人気だし、名前をつけて欲しいメールが一杯来てしまうから、卓郎にならば名前をつけて欲しい人は大していないだろう」（中國談）という理由からである。